# Svanatjärnen (Lycksele socken, Lappland, 715599-159831)
Svanatjärnen är en sjö i Lycksele kommun i Lappland och ingår i Öreälvens huvudavrinningsområde. Sjöns area är 0,011 kvadratkilometer och den befinner sig 0 meter över havet.